# Портиџ (Пенсилванија)
Портиџ (енгл. Portage) град је у америчкој савезној држави Пенсилванија.

## Демографија
По попису из 2010. године број становника је 2.638, што је 199 (-7,0%) становника мање него 2000. године.
| Група             | 2000.         | 2010.         |
| Белци             | 2.814 (99,2%) | 2.586 (98,0%) |
| Афроамериканци    | 2 (0,1%)      | 7 (0,3%)      |
| Азијати           | 2 (0,1%)      | 1 (0,0%)      |
| Хиспаноамериканци | 14 (0,5%)     | 14 (0,5%)     |
| Укупно            | 2.837         | 2.638         |